# 광주광역시동부교육지원청
광주광역시동부교육지원청(光州廣域市東部敎育支援廳, Gwangju Dongbu Office of Education)은 광주광역시 동구와 북구의 교육 사무를 관장하기 위해 광주광역시교육청 산하에 설치된 교육지원청이다.
교육장은 장학관으로 보한다.

## 연혁
- 2010년 9월 1일 '광주광역시 동부교육지원청'으로 기관 명칭 변경
- 2005년 12월 2일 청사증축(4,5층 준공식)
- 2000년 12월 8일 현 청사로 이전(광주 광역시 북구 중흥2동 367-58)
- 1995년 1월 1일 광주광역시 동부교육청으로 명칭 변경
- 1991년 11월 1일 광주직할시 동부교육청 교육행정자문위원회 구성(7명) (지방 자치법 시행령 제23조)
- 1991년 4월 26일 광주직할시 동부교육청으로 명칭 변경 지방교육 자치에 관한 법률 시행령 (대통령령 13356호)
- 1988년 11월 12일 청사 이전 (광주직할시 북구 중흥1동 651-3)
- 1988년 1월 5일 광주북성중학교 내 임시 개청
- 1988년 1월 1일 서울특별시,직할시,도의 교육위원회 직제 개정령에 의거 동부교육 구청 신설

## 산하기관

### 동구
초등학교
| - 광주계림초등학교 - 광주남초등학교 - 광주동산초등학교 - 광주산수초등학교 - 광주서석초등학교 | - 광주용산초등학교 - 광주장원초등학교 - 광주중앙초등학교 - 광주학운초등학교 - 율곡초등학교 |

중학교
| - 광주충장중학교 - 무등중학교 | - 살레시오여자중학교 - 운림중학교 | - 조선대학교 부속중학교 | - 조선대학교 여자중학교 |

### 북구
초등학교
| - 광주서산초등학교 - 광주지산초등학교 - 태봉초등학교 - 하백초등학교 - 각화초등학교 - 건국초등학교 - 경양초등학교 - 광주교육대학교 광주부설초등학교 - 광주동운초등학교 - 광주동초등학교 - 광주동초등학교 충효분교 - 광주문화초등학교 - 광주서림초등학교 - 광주수창초등학교 - 광주양산초등학교 | - 광주용봉초등학교 - 광주우산초등학교 - 광주운암초등학교 - 광주중흥초등학교 - 광주풍향초등학교 - 광주효동초등학교 - 대자초등학교 - 동림초등학교 - 두암초등학교 - 매곡초등학교 | - 무등초등학교 - 문산초등학교 - 문우초등학교 - 문정초등학교 - 문흥중앙초등학교 - 문흥초등학교 - 본촌초등학교 - 삼각초등학교 - 삼정초등학교 - 서일초등학교 - 신용초등학교 - 양지초등학교 | - 연제초등학교 - 오정초등학교 - 오치초등학교 - 용두초등학교 - 용주초등학교 - 일곡초등학교 - 일동초등학교 - 일신초등학교 - 한울초등학교 |

중학교
| - 각화중학교 - 고려중학교 - 광주경신중학교 - 광주동신여자중학교 - 광주동신중학교 - 광주북성중학교 - 광주숭일중학교 | - 광주중앙중학교 - 광주체육중학교 - 두암중학교 - 문산중학교 - 문화중학교 - 문흥중학교 - 살레시오중학교 | - 서강중학교 - 신광중학교 - 신용중학교 - 양산중학교 - 용두중학교 - 용봉중학교 - 우산중학교 | - 운암중학교 - 일곡중학교 - 일동중학교 - 일신중학교 - 전남대학교 사범대학 부설중학교 - 지산중학교 |

## 같이 보기
- 대한민국 교육부
- 광주광역시서부교육지원청